# Katolická církev v Argentině
Katolická církev v Argentině je součástí všeobecné církve na území Argentiny, pod vedením papeže a místních biskupů sdružených do Argentinské biskupské konference (je součástí Rady latinskoamerických biskupských konferencí (CELAM)). Papež je v Argentině zastupován apoštolským nunciem v Buenos Aires. V Argentině žije asi 33 miliónů pokřtěných katolíků, asi 89 % populace.

## Katolické univerzity a školství
V Argentině se nachází sedm katolických univerzit:
- Papežská katolická univerzita v Argentině („Santa Maria de los Buenos Aires“) UCA
- Katolická univerzita v Córdobě (Universidad Católica de Córdoba)
- Univerzita La Plata (Universidad de La Plata)
- Univerzita Salta (Universidad de Salta)
- Univerzita v Santa Fe (Universidad de Santa Fe)
- Univerzita Cuyo (Universidad de Cuyo)
- Univerzita Santiago del Estero (Universidad de Santiago del Estero)

Řeholní řády provozují a sponzorují stovky základních a středních škol uznaných argentinským státem.

## Administrativní členění katolické církve v Argentině
Sedmdesát dva diecézí je seskupeno do třinácti metropolitních diecézí, vyčleněny jsou zvlášť jedna arcidiecéze, některé diecéze pro katolíky východního ritu a vojenský ordinariát. Z pastoračních důvodů je Argentina rozdělena do deseti církevních pastoračních oblastí:

### Církevní oblast Buenos Aires (Región Buenos Aires)
- Arcidiecéze Buenos Aires, do roku 2024 sídlo primase argentinského, se sufragánními diecézemi:
  - Avellaneda-Lanús
  - Gregorio de Laferrère
  - Lomas de Zamora
  - Merlo-Moreno
  - Morón
  - Quilmes
  - San Isidro
  - San Justo
  - San Martín
  - San Miguel
  - Eparchie Santa María del Patrocinio en Buenos Aires (Ukrajinská řeckokatolická církev)
  - Maronitská eparchie sv. Šarbela v Buenos Aires (Maronitská katolická církev)
- Argentinský ordinariát pro věřící východního ritu pro všechny věřící východních ritů, kteří nemají vlastní ordináře, je bezprostředně podřízená Svatému Stolci
- Arménská eparchie svatého Řehoře Nareckého v Buenos Aires je součástí arménské katolické církve a je bezprostředně podřízená Svatému Stolci
- Vojenský ordinariát v Argentině se sídlem v Buenos Aires

### Církevní oblast Severovýchod (Región Noroeste– NOA)
- Arcidiecéze Tucumán se sufragánními diecézemi:
  - nemetropolitní arcidiecéze Santiago del Estero od roku 2024 sídlo primase argentinského
  - Añatuya
  - Concepción

- Arcidiecéze Salta se sufragánními diecézemi:
  - Cafayate
  - Catamarca
  - Humahuaca
  - Jujuy
  - Orán

### Církevní oblast Severozápad (Región Noreste– NEA)
- Arcidiecéze Corrientes se sufragánními diecézemi:
  - Goya
  - Oberá
  - Posadas
  - Puerto Iguazú
  - Santo Tomé
- Arcidiecéze Resistencia se sufragánními diecézemi:
  - Formosa
  - San Roque de Presidencia Roque Sáenz Peña
- Reconquista (sufragánní Arcidiecéze Santa Fe de la Vera Cruz)

### Církevní oblast Cuyo (Región de Cuyo)
- Arcidiecéze San Juan de Cuyo se sufragánními diecézemi:
  - La Rioja
  - San Luis
- Arcidiecéze Mendoza se sufragánními diecézemi:
  - Neuquén (patří do církevní oblasti Patagonia-Comahue)
  - San Rafael

### Církevní oblast Střed (Región Centro)
- Arcidiecéze Córdoba se sufragánními diecézemi:
  - Cruz del Eje
  - Deán Funes
  - San Francisco
  - Villa de la Concepción del Río Cuarto
  - Villa María;
- Melchitský apoštolský exarchát v Argentině (Melchitská řeckokatolická církev) se sídlem v Córdobě je bezprostředně podřízený Antiochijskému melchitskému patriarchátu

### Církevní oblast Pobřeží (Región Litoral)
- Arcidiecéze Rosario se sufragánními diecézemi:
  - San Nicolás de los Arroyos (patří do církevní oblasti La Plata)
  - Venado Tuerto
- Arcidiecéze Paraná se sufragánními diecézemi:
  - Concordia
  - Gualeguaychú;
- Arcidiecéze Santa Fe de la Vera Cruz se sufragánními diecézemi:
  - Rafaela
  - Reconquista (patří do církevní oblasti Severozápad)

### Církevní oblast La Plata (Región Platense)
- Arcidiecéze Bahía Blanca se sufragánními diecézemi:
  - Alto Valle del Río Negro (patří do církevní provincie Patagonie-Comahue)
  - Comodoro Rivadavia (patří do církevní provincie Patagonie-Comahue)
  - Esquel
  - Río Gallegos (patří do církevní provincie Patagonie-Comahue)
  - San Carlos de Bariloche (patří do církevní provincie Patagonie-Comahue)
  - Santa Rosa
  - Viedma (patří do církevní provincie Patagonie-Comahue)
- Arcidiecéze La Plata se sufragánními diecézemi:
  - Azul
  - Chascomús
  - Mar del Plata
  - Nueve de Julio
  - Zárate-Campana
- Arcidiecéze Mercedes-Luján bezprostředně podřízená Svatému Stolci

### Církevní oblast Patagonie-Comahue (Región Patagonia-Comahue)
- - Alto Valle del Río Negro (sufragánní Arcidiecéze Bahía Blanca)
  - Comodoro Rivadavia (sufragánní Arcidiecéze Bahía Blanca)
  - Río Gallegos (sufragánní Arcidiecéze Bahía Blanca)
  - San Carlos de Bariloche (sufragánní Arcidiecéze Bahía Blanca)
  - Viedma (sufragánní Arcidiecéze Bahía Blanca)
  - Neuquén (sufragánní Arcidiecéze Mendoza)